# Sistema estelar
Un sistema de estrellas o sistema estelar es un pequeño número de estrellas que orbitan entre sí, unidas por una atracción gravitatoria. Un gran grupo de estrellas unidas por la gravitación generalmente se denomina cúmulo estelar o galaxia, aunque, en términos generales, también son sistemas estelares. Los sistemas estelares no deben confundirse con los sistemas planetarios, que incluyen planetas y cuerpos similares (como los cometas).
Un sistema estelar de dos estrellas es conocido como estrella binaria, sistema estelar binario o estrella doble física. Si no hay efectos de marea, perturbación de otras fuerzas, ni transferencia de masa de una estrella a la otra, dicho sistema es estable y ambas estrellas trazarán una órbita elíptica alrededor del baricentro del sistema indefinidamente. (ver Problema de dos cuerpos). Ejemplos de sistemas binarios son Sirius, Procyon y Cygnus MC
, este último formado probablemente por una estrella y un agujero negro.

## Múltiples sistemas estelares
Un sistema estelar múltiple consta de tres o más estrellas que, desde la Tierra, parecen estar cerca unas con otras en el cielo.  Esto puede deberse a que las estrellas están realmente cerca y unidas gravitacionalmente entre sí, en cuyo caso se trata de una estrella múltiple física, o esta cercanía puede ser meramente aparente, en cuyo caso se trata de una estrella múltiple óptica [lower-alpha 1] Las estrellas múltiples físicas también se denominan comúnmente estrellas múltiples o sistemas estelares múltiples.

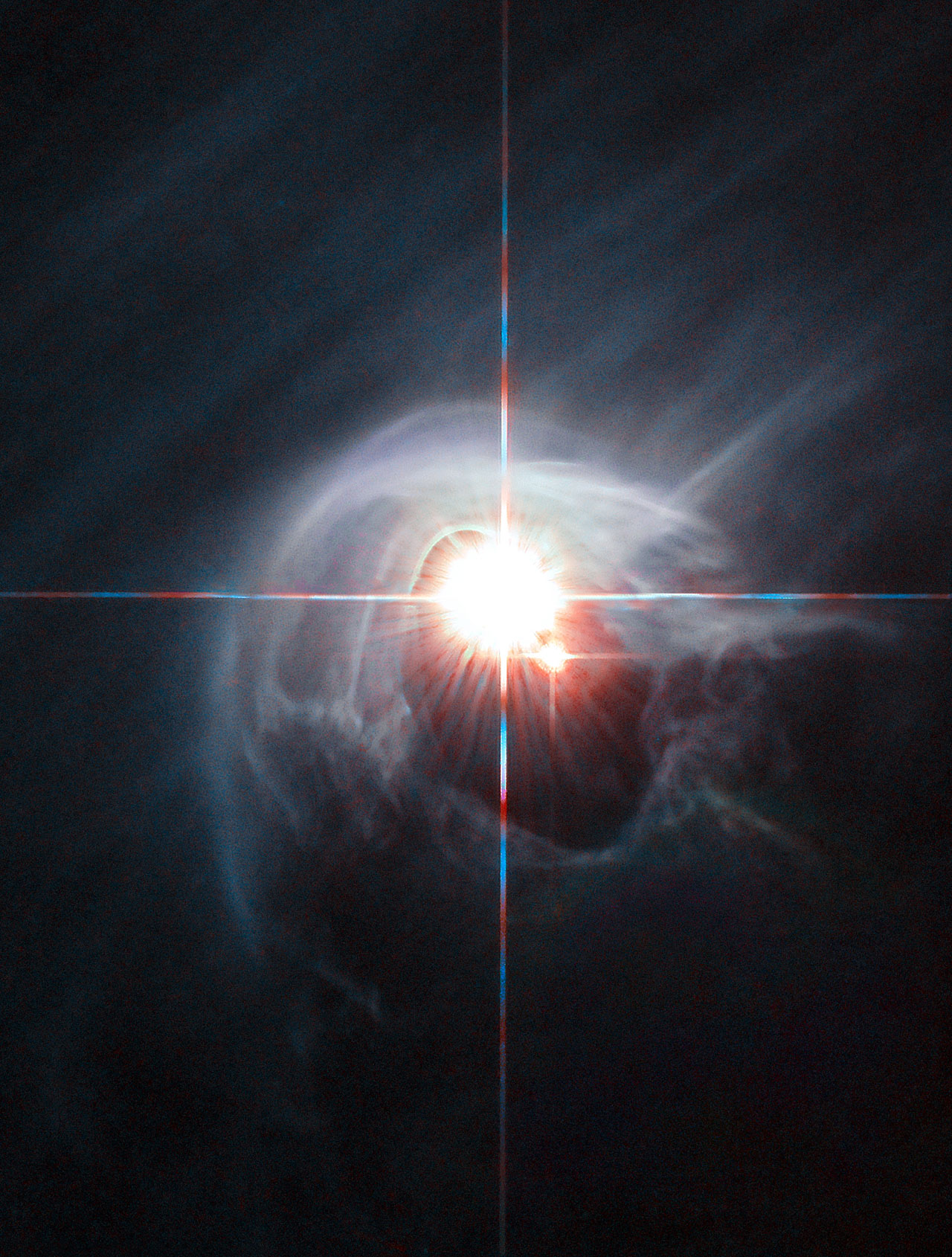
Sistema estelar llamado DI Cha. Si bien solo se ven dos estrellas, en realidad es un sistema cuádruple que contiene dos conjuntos de estrellas binarias.

La mayoría de los sistemas estelares múltiples son estrellas triples. Los sistemas con cuatro o más componentes son menos probables. Los sistemas estelares múltiples se denominan triples, ternarios o trinarios si contienen 3 estrellas; cuádruples o cuaternarios si contienen 4 estrellas; quíntuples o quintenarios con 5 estrellas; sextuples o sextenarios con 6 estrellas; séptuples o septenarios con 7 estrellas. Estos sistemas son más pequeños que los cúmulos estelares abiertos, cuya dinámica es más compleja y suelen tener de 100 a 1000 estrellas. La mayoría de los sistemas estelares múltiples conocidos son triples; para multiplicidades superiores, el número de sistemas conocidos con una multiplicidad dada disminuye exponencialmente con la multiplicidad. Por ejemplo, en la revisión de 1999 del catálogo de Tokovinin de estrellas múltiples físicas, 551 de los 728 sistemas descritos son triples. Sin embargo, debido a los presuntos efectos de selección, la capacidad de interpretar estas estadísticas es muy limitada.
Los sistemas de estrellas múltiples se pueden dividir en dos clases dinámicas principales:
(1) sistemas jerárquicos, que son estables y consisten en órbitas anidadas que no interactúan mucho, por lo que cada nivel de la jerarquía puede tratarse como un problema de dos cuerpos
(2) el trapecio que tiene órbitas inestables que interactúan fuertemente y se modelan como un problema de n cuerpos, exhibiendo un comportamiento caótico. Pueden tener 2, 3 o 4 estrellas.
La mayoría de los sistemas estelares múltiples se organizan en lo que se denomina un sistema jerárquico: las estrellas del sistema pueden dividirse en dos grupos más pequeños, cada uno de los cuales recorre una órbita mayor alrededor del centro de masa del sistema. Cada uno de estos grupos más pequeños también debe ser jerárquico, lo que significa que debe dividirse en subgrupos más pequeños que a su vez son jerárquicos, y así sucesivamente. Cada nivel de la jerarquía puede tratarse como un problema de dos cuerpos, considerando los pares cercanos como si fueran una sola estrella. En estos sistemas hay poca interacción entre las órbitas y el movimiento de las estrellas seguirá aproximándose a órbitas keplerianas estables alrededor del centro de masa del sistema, a diferencia de los sistemas de trapecios inestables o de la dinámica aún más compleja del gran número de estrellas de los cúmulos estelares y las galaxias.

### Sistemas estelares triples

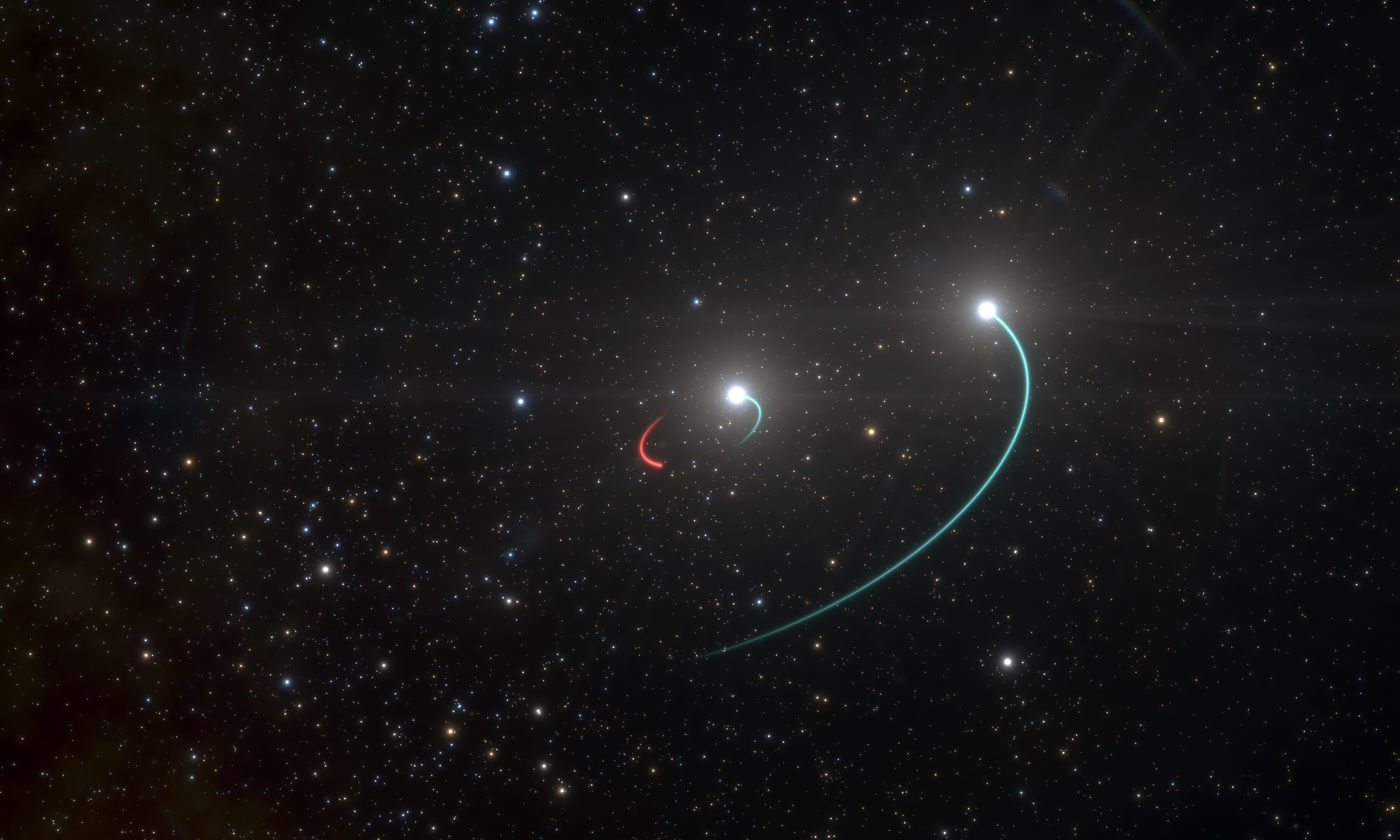
Órbitas del sistema estelar triple jerárquico HR 6819: un sistema binario interno con una estrella (órbita en azul) y un agujero negro (órbita en rojo), rodeado por otra estrella en una órbita más amplia (también en azul).

En un sistema estelar triple físico, cada estrella orbita alrededor del centro de masa del sistema. Por lo general, dos de las estrellas forman un sistema binario cercano y la tercera orbita este par a una distancia mucho mayor que la de la órbita binaria. Este arreglo se llama jerárquico. La razón de esta disposición es que si las órbitas interior y exterior son de tamaño comparable, el sistema puede volverse dinámicamente inestable, lo que provocaría la expulsión de una estrella del sistema. HR 6819 es un ejemplo de un sistema triple jerárquico físico, que tiene una estrella exterior que orbita un binario físico interno compuesto por una estrella y un agujero negro estelar (aunque la noción de que HR 6819 es un sistema triple ha sido cuestionada recientemente). Las estrellas triples que no están unidas gravitacionalmente pueden comprender un binario físico y un compañero óptico (como Beta Cephei) o, en casos raros, una estrella triple puramente óptica (como Gamma Serpentis).

### Multiplicidades más altas

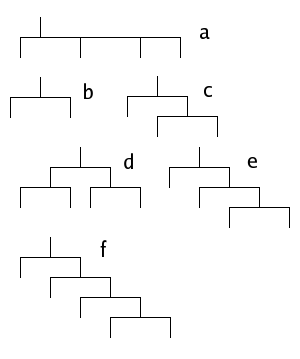
Diagramas móviles
- a. multiplex
- b. simplex, sistema binario
- c. simplex, sistema triple, jerarquía 2
- d. simplex, sistema cuádruple, jerarquía 2
- e. simplex, sistema cuádruple, jerarquía 3
- f. simplex, sistema quíntuple, jerarquía 4

Los sistemas estelares múltiples jerárquicos con más de tres estrellas pueden producir una serie de arreglos más complicados. Estos arreglos pueden ser organizados por lo que Evans (1968) llamó diagramas móviles, que parecen móviles ornamentales colgados del techo. En la figura de la derecha se dan ejemplos de sistemas jerárquicos (diagramas móviles ). Cada nivel del diagrama ilustra la descomposición del sistema en dos o más sistemas de menor tamaño. Evans llama a un diagrama múltiplex si hay un nodo con más de dos hijos, es decir, si la descomposición de algún subsistema involucra dos o más órbitas con tamaño comparable. Porque, como ya hemos visto para las estrellas triples, esto puede ser inestable, se espera que las estrellas múltiples sean símplex, lo que significa que en cada nivel hay exactamente dos niños. Evans llama al número de niveles en el diagrama su jerarquía.
- Un diagrama símplex de jerarquía 1, como en (b), describe un sistema binario.
- Un diagrama símplex de jerarquía 2 puede describir un sistema triple, como en (c), o un sistema cuádruple, como en (d).
- Un diagrama símplex de jerarquía 3 puede describir un sistema con entre cuatro y ocho componentes. El diagrama móvil en (e) muestra un ejemplo de un sistema cuádruple con jerarquía 3, que consta de un solo componente distante que orbita un sistema binario cercano, siendo uno de los componentes del binario cercano un binario aún más cercano.
- Un ejemplo real de un sistema con jerarquía 3 es Castor, también conocido como Alpha Geminorum o α Gem. Consiste en lo que parece ser una estrella binaria visual que, tras una inspección más cercana, puede verse que consta de dos estrellas binarias espectroscópicas. Por sí mismo, este sería un sistema de jerarquía cuádruple 2 como en (d), pero está orbitado por un componente más distante más débil, que también es una enana roja binaria cercana. Esto forma un sistema séxtuple de jerarquía 3.[13]
- La jerarquía máxima que aparece en el Catálogo de estrellas múltiples de AA Tokovinin, a partir de 1999, es 4.[4] Por ejemplo, las estrellas Gliese 644A y Gliese 644B forman lo que parece ser una estrella binaria visual cercana; debido a que Gliese 644B es un binario espectroscópico, este es en realidad un sistema triple. El sistema triple tiene el compañero visual más distante Gliese 643 y el compañero visual aún más distante Gliese 644C, que, debido a su movimiento común con Gliese 644AB, se cree que están ligados gravitacionalmente al sistema triple. Esto forma un sistema quíntuple cuyo diagrama móvil sería el diagrama de nivel 4 que aparece en (f);[14]

También son posibles jerarquías más altas. La mayoría de estas jerarquías superiores son estables o sufren perturbaciones internas. Otros consideran que las estrellas múltiples complejas se desintegrarán teóricamente con el tiempo en estrellas múltiples menos complejas, como son posibles los triples o cuádruples observados más comunes.
Los trapecios suelen ser sistemas muy jóvenes e inestables. Se cree que se forman en viveros estelares y se fragmentan rápidamente en estrellas múltiples estables, que en el proceso pueden expulsar componentes como estrellas galácticas de alta velocidad. Reciben su nombre del sistema estelar múltiple conocido como Cúmulo Trapecio en el corazón de la Nebulosa de Orión. Tales sistemas no son raros y comúnmente aparecen cerca o dentro de nebulosas brillantes. Estas estrellas no tienen arreglos jerárquicos estándar, pero compiten por órbitas estables. Esta relación se llama interacción. Tales estrellas eventualmente se establecen en un binario cercano con un compañero distante, con las otras estrellas previamente en el sistema expulsadas al espacio interestelar a altas velocidades. Esta dinámica puede explicar las estrellas fugitivas que podrían haber sido expulsadas durante una colisión de dos grupos de estrellas binarias o un sistema múltiple. A este evento se le atribuye la expulsión de AE Aurigae, Mu Columbae y 53 Arietis por encima de 200 km·s −1 y se ha rastreado hasta el cúmulo del Trapecio en la Nebulosa de Orión hace unos dos millones de años.

## Designaciones y nomenclatura
Los componentes de múltiples estrellas se pueden especificar agregando los sufijos A, B, C, etc., a la designación del sistema. Se pueden usar sufijos como AB para indicar el par que consta de A y B. La secuencia de letras B, C, etc. puede asignarse en orden de separación del componente A.  A los componentes descubiertos cerca de un componente ya conocido se les pueden asignar sufijos como Aa, Ba, etc.

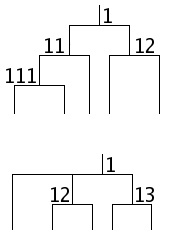
Notación de subsistemas en el catálogo de estrellas múltiples de Tokovinin

El Catálogo de Estrellas Múltiples de AA Tokovinin utiliza un sistema en el que cada subsistema en un diagrama móvil está codificado por una secuencia de dígitos. En el diagrama móvil (d) anterior, por ejemplo, al sistema más amplio se le daría el número 1, mientras que el subsistema que contiene su componente principal se numeraría 11 y el subsistema que contiene su componente secundario se numeraría 12. Los subsistemas que aparecerían debajo de esto en el diagrama móvil recibirán números con tres, cuatro o más dígitos. Al describir un sistema no jerárquico por este método, el mismo número de subsistema se utilizará más de una vez; por ejemplo, un sistema con tres componentes visuales, A, B y C, de los cuales no se pueden agrupar dos en un subsistema, tendría dos subsistemas numerados 1 que denotarían los dos binarios AB y AC. En este caso, si B y C se descompusieran posteriormente en binarios, se les asignarían los números de subsistema 12 y 13.
La nomenclatura actual para estrellas dobles y múltiples puede causar confusión ya que las estrellas binarias descubiertas de diferentes maneras reciben diferentes designaciones (por ejemplo, designaciones de descubridor para estrellas binarias visuales y designaciones de estrellas variables para estrellas binarias eclipsantes) y, lo que es peor, las letras componentes pueden ser asignado de manera diferente por diferentes autores, de modo que, por ejemplo, la A de una persona puede ser la C de otra. La discusión que comenzó en 1999 dio como resultado cuatro esquemas propuestos para abordar este problema:
- KoMa, un esquema jerárquico que utiliza letras mayúsculas y minúsculas y números arábigos y romanos;
- El método de designación Urban/Corbin, un esquema numérico jerárquico similar al sistema de clasificación decimal de Dewey;[28]
- El método de designación secuencial, un esquema no jerárquico en el que a los componentes y subsistemas se les asignan números en orden de descubrimiento;[29] y
- WMC, el Catálogo de multiplicidad de Washington, un esquema jerárquico en el que los sufijos utilizados en el Catálogo de estrellas dobles de Washington se amplían con letras y números de sufijos adicionales.

Para un sistema de designación, identificar la jerarquía dentro del sistema tiene la ventaja de que facilita la identificación de subsistemas y el cálculo de sus propiedades. Sin embargo, causa problemas cuando se descubren nuevos componentes en un nivel superior o intermedio a la jerarquía existente. En este caso, parte de la jerarquía se desplazará hacia adentro. Los componentes que no existen, o que luego se reasignan a un subsistema diferente, también causan problemas.
Durante la 24ª Asamblea General de la Unión Astronómica Internacional en 2000, se aprobó el esquema WMC y las Comisiones 5, 8, 26, 42 y 45 resolvieron que debería expandirse a un esquema de designación uniforme utilizable. Posteriormente se preparó una muestra de un catálogo usando el esquema WMC, cubriendo media hora de ascensión recta. El tema se discutió nuevamente en la 25ª Asamblea General en 2003, y las comisiones 5, 8, 26, 42 y 45, así como el Grupo de Trabajo sobre Interferometría, resolvieron nuevamente que el esquema WMC debería expandirse y desarrollarse aún más.
El ejemplo de WMC está organizado jerárquicamente; la jerarquía utilizada se basa en períodos o separaciones orbitales observados. Dado que contiene muchas estrellas dobles visuales, que pueden ser ópticas en lugar de físicas, esta jerarquía puede ser solo aparente. Utiliza letras mayúsculas (A, B, ...) para el primer nivel de la jerarquía, letras minúsculas (a, b, ...) para el segundo nivel y números (1, 2, .. .) para el tercero. Los niveles subsiguientes usarían letras minúsculas y números alternados, pero no se encontraron ejemplos de esto en la muestra.

## Ejemplos

### Binario

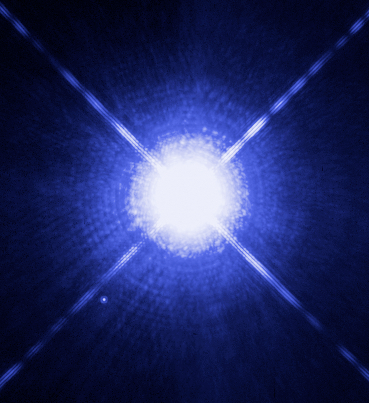
Sirius A (centro), con su compañera enana blanca, Sirius B (abajo a la izquierda) tomada por el telescopio espacial Hubble.

- Sirius, un binario que consta de una estrella tipo A de secuencia principal y una enana blanca
- Procyon, que es similar a Sirius
- Mira, una variable formada por una gigante roja y una enana blanca
- Delta Cephei, una variable cefeida
- Epsilon Aurigae, un binario eclipsante
- Espiga

- Alpha Centauri es una estrella triple compuesta por un par binario principal de enanas amarillas (Alfa Centauri A y Alfa Centauri B) y una enana roja periférica, Próxima Centauri. Juntos, A y B forman una estrella binaria física, designada como Alpha Centauri AB, α Cen AB o RHD 1 AB, donde AB denota que se trata de un sistema binario.[34] La órbita moderadamente excéntrica de la binaria puede hacer que las componentes estén tan cerca como 11 AU o tan lejos como 36 AU. Proxima Centauri, también (aunque con menos frecuencia) llamada Alpha Centauri C, está mucho más lejos (entre 4300 y 13 000 UA) de α Cen AB, y orbita el par central con un período de 547 000 (+66 000/-40 000) años.[35]
- Polaris o Alpha Ursae Minoris (α UMi), la estrella del norte, es un sistema estelar triple en el que la estrella compañera más cercana está extremadamente cerca de la estrella principal, tan cerca que solo se conocía por su tirón gravitacional en Polaris A (α UMi A) hasta que fue fotografiada por el Telescopio Espacial Hubble en 2006.
- Gliese 667 es un sistema estelar triple con dos estrellas de secuencia principal de tipo K y una enana roja. La enana roja, C, alberga entre dos y siete planetas, de los cuales uno, Cc, junto con los no confirmados Cf y Ce, son potencialmente habitables.
- HD 188753 es un sistema estelar triple ubicado aproximadamente a 149 años luz de distancia de la Tierra en la constelación Cygnus. El sistema está compuesto por HD 188753A, una enana amarilla; HD 188753B, una enana naranja; y HD 188753C, una enana roja. B y C se orbitan entre sí cada 156 días y, como grupo, orbitan A cada 25.7 años.[36]
- Fomalhaut (α PsA, α Piscis Austrini) es un sistema estelar triple en la constelación de Piscis Austrinus. Se descubrió que era un sistema triple en 2013, cuando se confirmó que la estrella fulgurante tipo K TW Piscis Austrini y la enana roja LP 876-10 compartían el movimiento propio a través del espacio. El primario tiene un disco de polvo masivo similar al del Sistema Solar primitivo, pero mucho más masivo. También contiene un gigante gaseoso, Fomalhaut b. Ese mismo año, también se confirmó que la estrella terciaria LP 876-10 albergaba un disco de polvo.
- HD 181068 es un sistema triple único, que consta de una gigante roja y dos estrellas de secuencia principal. Las órbitas de las estrellas están orientadas de tal manera que las tres estrellas se eclipsan entre sí.

### Cuaternario

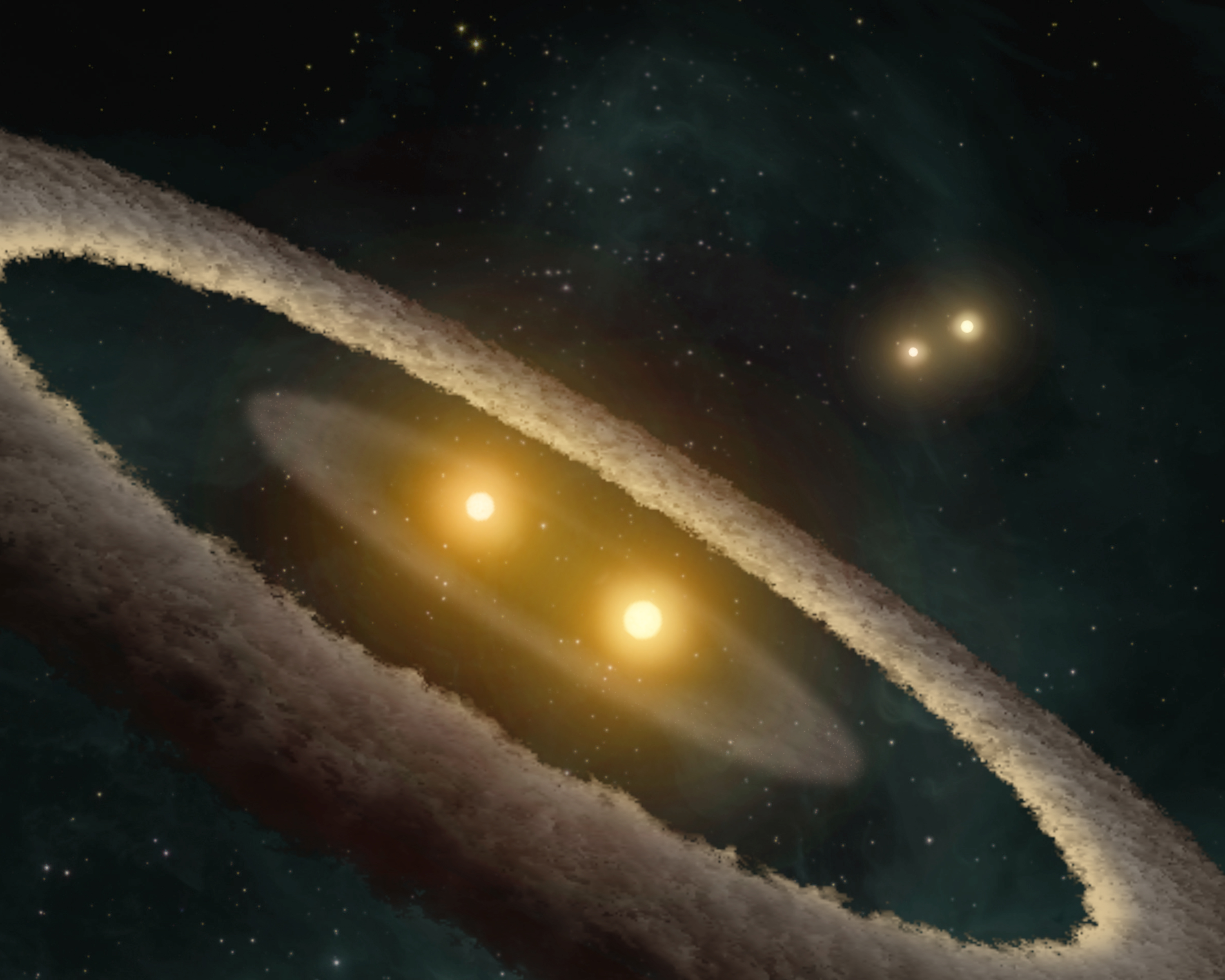
HD 98800 es un sistema estelar cuádruple ubicado en la asociación TW Hydrae.

- Capella, un par de estrellas gigantes orbitadas por un par de enanas rojas, a unos 42 años luz del Sistema Solar. Tiene una magnitud aparente de alrededor de 0,08, lo que convierte a capela en una de las estrellas más brillantes del cielo nocturno.
- 4 centauros
- A menudo se dice que Mizar fue la primera estrella binaria descubierta cuando fue observada en 1650 por Giovanni Battista Riccioli[37] , pag. 1[38] pero probablemente fue observado antes, por Benedetto Castelli y Galileo .[cita requerida] Más tarde, la espectroscopia de sus componentes Mizar A y B reveló que ambas son estrellas binarias.[39]
- HD 98800
- El sistema Kepler-64 tiene el planeta PH1 (descubierto en 2012 por el grupo Planet Hunters, una parte del Zooniverse) orbitando dos de las cuatro estrellas, lo que lo convierte en el primer planeta conocido en estar en un sistema estelar cuádruple.[40]
- KOI-2626 es el primer sistema estelar cuádruple con un planeta del tamaño de la Tierra.
- Xi Tauri (ξ Tau, ξ Tauri), ubicada a unos 222 años luz de distancia, es una estrella cuádruple espectroscópica y eclipsante que consta de tres estrellas de secuencia principal de tipo B azul-blanco, junto con una estrella de tipo F. Dos de las estrellas están en una órbita cercana y giran una alrededor de la otra una vez cada 7.15 días. Estos a su vez orbitan la tercera estrella una vez cada 145 días. La cuarta estrella orbita las otras tres estrellas aproximadamente cada cincuenta años.[41]

### Quintenario
- Beta Capricornio
- Delta del Orión
- HD 155448[42]
- KIC 4150611[43]
- 1SWASP J093010.78+533859.5[44]

- Beta Tucanae[45]
- rueda[46]
- HD 139691[47]
- TYC 7037-89-1[48]
- Si Alcor se considera parte del sistema Mizar, el sistema puede considerarse séxtuple.

- Nu Escorpio
- AR Casiopeas
- V871 Centauro[49]

### Octonario
- Gama Casiopea[50]

### Novenario
- QZ Carinas[51]